# Григорьев, Сергей Викторович
Серге́й Ви́кторович Григо́рьев (28 февраля 1896, Харьков—10 июня 1975, Сент-Пол) — советский и американский архитектор. Во время войны оставался в оккупированном Киеве, проектировал и расписывал сельские церкви. В 1943 году покинул Киев, прошел лагеря для перемещенных лиц и в 1950 году эмигрировал в Америку. Сын Олег поменял фамилию на Грегорет и тоже стал архитектором.

## Избранные реализованные проекты
- Амбулатория в Кадиевке
- Рабочий университет в Ровеньках
- Электростанция в Сумах
- Деревообрабатывающая фабрика в Луганске
- Клуб в Бурине
- В Харькове
  - Электрозавод[2]
  - Жилой дом по ул. Чернышевского, 88[2]
  - Жилой дом по ул. Сумской, 110[2]
  - Реконструирует собор на Святых Горах в театр профсоюзного дома отдыха[2]
  - Интерьер гостиницы «Астория»[2]
- В Киеве
  - здание Администрации Президента Украины по ул. Банковой, 11
  - здание по ул. Терещенковской, 5 (1934 г.)
  - Второй жилой дом работников Совета народных комиссаров УССР по ул. Институтской, 20/8 (1934 г.)
  - здание по ул. Шелковичной, 23—25 (1934 г.)
  - здание по ул. Институтской, 16 (1935 г.)
  - здание по ул. Обсерваторной, 23
  - Интерьер гостиницы «Спартак» (на Крещатике)
  - Ресторан и кафе «Гранд-отеля» (на Крещатике)

## Участие в конкурсах
- Конкурс проектов дачи Совнаркома УССР в Гайдарах (1932). В итоге строит «павильон-кабинет» и кухню-столовую.

## Изображения

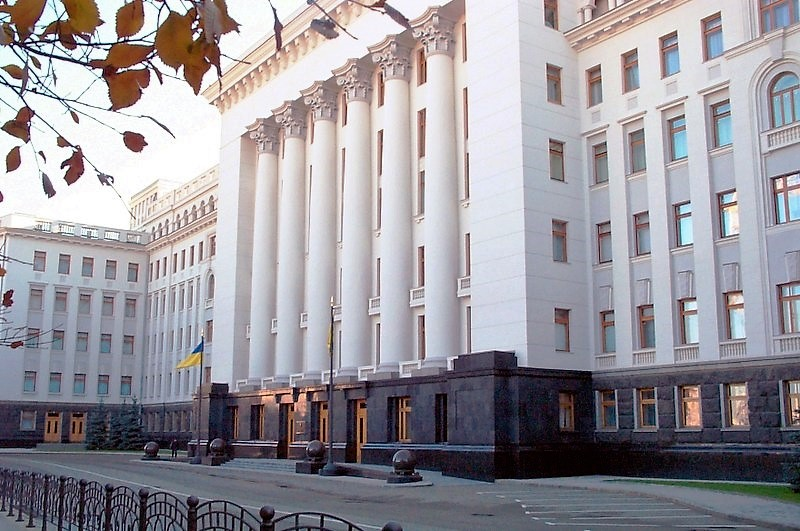
Здание Администрации Президента Украины в Киеве
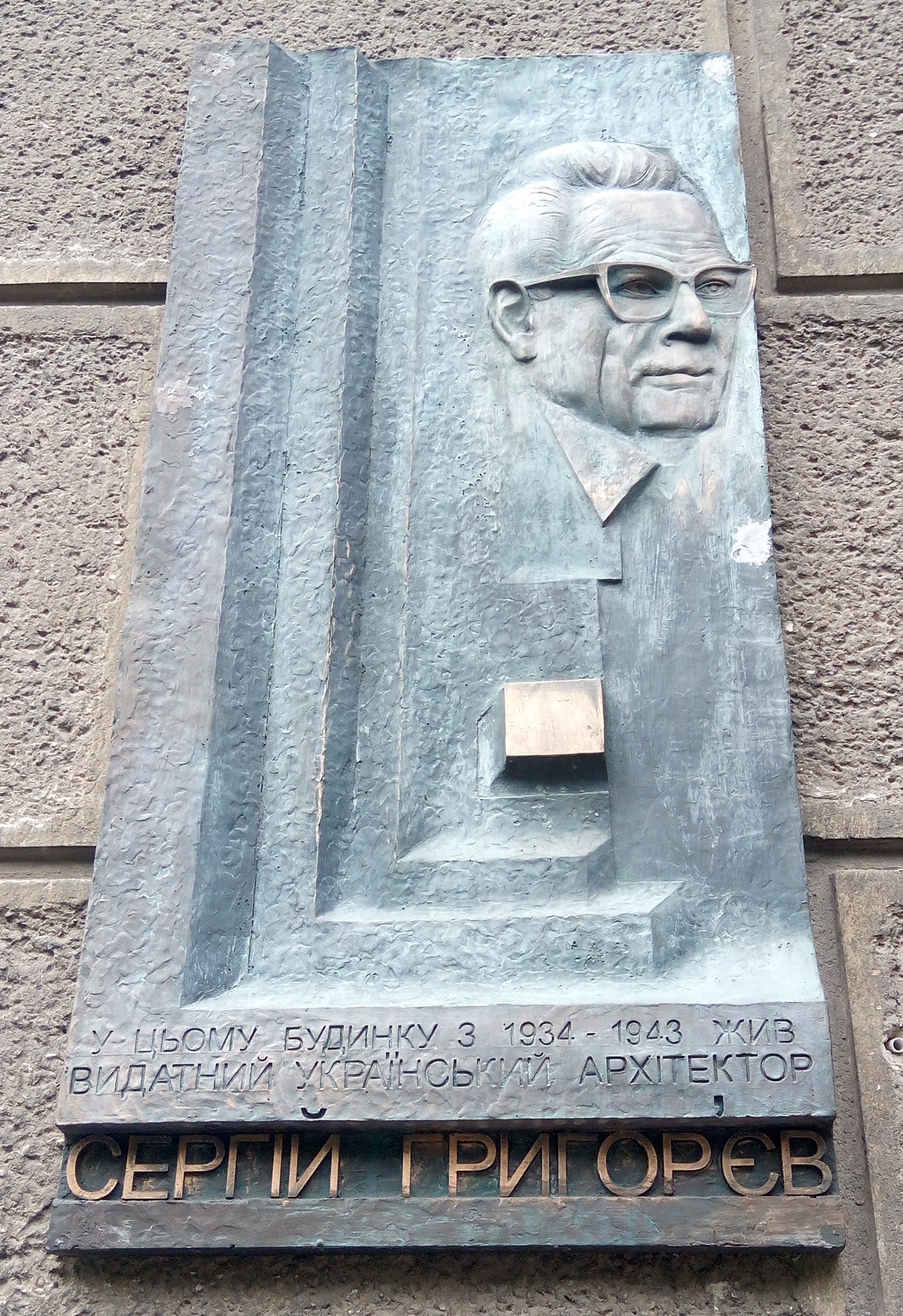
Мемориальная доска Сергею Григорьеву на улице Шелковичной 10 в Киеве